# Martin Sentić
Don Martin Sentić (Gradac (Neum, BiH), 24. srpnja 1932. - Dubrovnik, 24. rujna 2018.), hrvatski katolički svećenik iz Bosne i Hercegovine. Bio je svećenik Dubrovačke biskupije. Utemeljitelj je jurahominizma.

## Životopis
Rodio se 1932. u Gradcu kod Neuma, od roditelja Vida i Anice Begušić. Gimnaziju je završio u Dubrovniku, a teologiju u Splitu i Zagrebu 29. lipnja 1959. godine. Službovao je u Vitaljini, Pločicama (Konavle), Čari i Zatonu. Gotovo trideset godina službovao u Njemačkoj u Ingolstadtu u Hrvatskoj katoličkoj misiji. Dok je boravio u Njemačkoj, novčano je pomagao biskupiju iz koje je potekao. Iz Njemačke se vratio nakon odlaska u mirovinu 1998. godine. 
Poslije umirovljenja vratio se u Hrvatsku i živio u Dubrovniku sve do smrti. Zlatnu misu proslavio je godine 2009.
Preživio je strahote i glad u Drugome svjetskom ratu i poraću. Nakon desetljeća dušobrižništva među hrvatskim i drugim ekonomskim i političkim emigrantima, upoznao je patnje osoba kojima je oduzeto pravo na dostojanstven i ravnopravan život u domovini. Zaključio je da je upravo sloboda pojedinca temelj čovjekove prirode i svakog zakona, pa stoga ne može niti smije biti utopija. Dotični nauk nazvao je univerzalnim jurahominizmom (čovjekopravlje), utemeljenom na Evanđelju Isusa Krista te Povelji i Općoj deklaraciji UN-a o pravima čovjeka. U pastoralnoj konstituciji Gaudium et spes je uz uz proučavanje međunarodnih konvencija, pronašao nadahnuće za svoj jurahominizam.
Sveučilišni profesor i borac za ljudska prava dr. Zdravko Bazdan je don Martinov jurahominizam uvrstio u svoju knjigu u svi su Bazdanovi studenti upoznati sa svjetonazorom univerzalnog jurahominizma utemeljenog na Povelji o pravima čovjeka UN-a, Evanđelju Isusa Krista i na Općoj deklaraciji UN-a o pravima čovjeka.
Govorio je o dvije Biblije: Bibliji naravnoga moralnog zakona koja govori čovjeku da čini dobro i izbjegava zlo, te objavljenoj Bibliji s objavljenim moralnim zakonom po Mojsiju i Isusu Kristu. Proučavao i dokumente Drugoga vatikanskog sabora posebice pastoralnu konstituciju „Gaudium et spes“ (Radost i nada).
Umro je u Dubrovniku u Svećeničkom domu 24. rujna 2018. godine.
Pokopan je 25. rujna 2018. u rodnom Gradcu u Hercegovini. Misu zadušnicu predvodio je mostarski biskup Ratko Perić, a propovijedao dubrovački biskup Mate Uzinić. Obred pokopa vodio je župnik župe Uznesenja Blažene Djevice Marije don Nedjeljko Krešić.

## Priznanja
Dobitnik je mnogih domaćih i međunarodnih priznanja za rad oko ljudskih prava. Triput je bio nominiran Nobelovu nagradu za mir. HHO mu je 2003. godine dodijelio priznanje za promicanje međuvjerskog dijaloga. Prvi predsjednik Republike Hrvatske dr Franjo Tuđman odlikovao ga je Redom hrvatskog pletera.